# Božidar Jakac

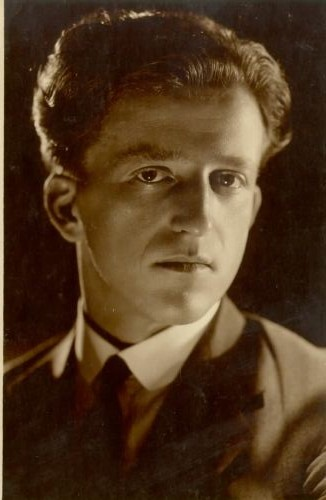
Božidar Jakac 1924

Božidar Jakac (geboren am 16. Juli 1899 in Novo mesto in der Unterkrain; gestorben am 20. November 1989 in Ljubljana) war ein slowenischer Expressionist, realistischer und symbolistischer Maler, Grafiker, Fotograf, Filmemacher und Hochschullehrer.
Er schuf eines der umfangreichsten Œuvres an Pastell- und Ölgemälden (Landschaften, Veduten und Porträts), Zeichnungen und vor allem Druckgrafik in Slowenien. Jakac war einer der wichtigsten Initiatoren bei der Gründung der Akademie für Bildende Kunst und Design Ljubljana und der Internationalen Graphik-Biennale Ljubljana.

## Leben und Werk
Božidar Jakac wurde 1899 in Novo mesto als eines von vier Kindern der Eheleute Anton Jakac und Josipina (geb. Colarič) geboren. Nach der Schulausbildung an den Gymnasien in Novo mesto und Idrija, in der er bereits als Autodidakt zu zeichnen begann, wurde er 1917 zum Wehrdienst an der Isonzo-Front eingezogen, wo er den Maler France Kralj kennenlernte.
Während des Ersten Weltkriegs schuf er realistische Zeichnungen, nach dem Krieg impressionistische Darstellungen und Fantasiebilder mit Fragen von Leben und Tod. Jakac studierte von 1919 bis 1923 an der Akademie der Bildenden Künste Prag, unter anderem bei Franz Thiele, Jakub Obrowski und August Brömse. In Prag widmete er sich der Grafik (Holzschnitt, Radierung, Kaltnadel, Lithografie), malte unter dem Einfluss von Edvard Munch (traurige) „Stimmungs“-Öle. Nach 1923 ist seine Kunst wieder realistisch orientiert.
Während seiner Studienzeit gehörte er 1920 zu den Initiatoren der ersten regionalen Kunstausstellung Novomeška pomlad (Novo mesto Frühling), einer Avantgarde-Bewegung in Literatur und bildender Kunst, zu der auch die Dichter Miran Jarc und Anton Podbevšek, der Maler Ivan Čargo und der Komponist Marij Kogoj gehörten.
1924 ließ Jakac sich in Ljubljana nieder. Zunächst verdiente er sein Geld als Holzschnitt-Illustrator an der liberalen Zeitung Jutro und Zeichenlehrer an einem Gymnasium. Drei Jahre später gab er diese Arbeit auf und wurde selbstständiger Künstler. Zu dieser Zeit unternahm er zahlreiche Reisen, zum Beispiel nach Paris, Tunesien, Amerika und Norwegen, und heiratete Tatjana Gudrunova, die sein Werk nachhaltig beeinflusste. 1932 veröffentlichte er in Zusammenarbeit mit seinem Freund Miran Jarc seine Erinnerungen und Briefe aus Amerika in dem Buch Odmevi rdeče zemlje („Die Echos der roten Erde“).
Im September 1943 schloss sich Jakac dem slowenischen Partisanenwiderstand an, wobei er die Ereignisse in zahlreichen Grafiken und Fotografien festhielt. Im Oktober 1943 nahm er als Abgeordneter an der Versammlung der Delegierten der slowenischen Nation (zbor odposlancev slovenskega naroda) in Kočevje teil, einem allgemeinen Verfassungskonvent, der von der Befreiungsfront der Slowenischen Nation organisiert wurde, um die Rechtsgrundlage für die künftige politische Souveränität der Slowenen zu schaffen. Im selben Jahr war er auch einer der slowenischen Abgeordneten bei der zweiten AVNOJ-Konferenz in Jajce. Damals trug er maßgeblich zum Aufbau der Akademie für Bildende Kunst und Design Ljubljana bei, die 1945 realisiert wurde, an der er mehrfach als Dekan fungierte und bis zu seiner Emeritierung 1961 Druckgrafik lehrte.
1949 wurde Jakac ordentliches Mitglied der Slowenischen Akademie der Wissenschaften und Künste. Darüber hinaus wurde er 1963 korrespondierendes Mitglied der Jugoslawischen Akademie der Wissenschaften und Künste in Zagreb und korrespondierendes Mitglied der Serbischen Akademie der Wissenschaften und Künste in Belgrad. Er war Präsident der Vereinigung bildender Künstler Jugoslawiens und 1955 Initiator der internationalen Graphik-Biennale Ljubljana.
Jakac wird als der ausdrucksstärkste slowenische Porträtist seiner Zeit angesehen. International bekannt wurde Božidar Jakac unter anderem durch seine Porträts von Josip Broz Tito und die zahlreichen, von ihm gestalteten jugoslawischen Briefmarken.
Jakac starb 1989 in Ljubljana und ist in Novo Mesto begraben.

### Werke und Ausstellungen (Auswahl)

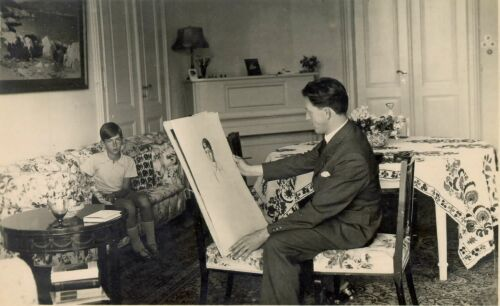
Jakac porträtiert 1934 Peter II. von Jugoslawien in Bled

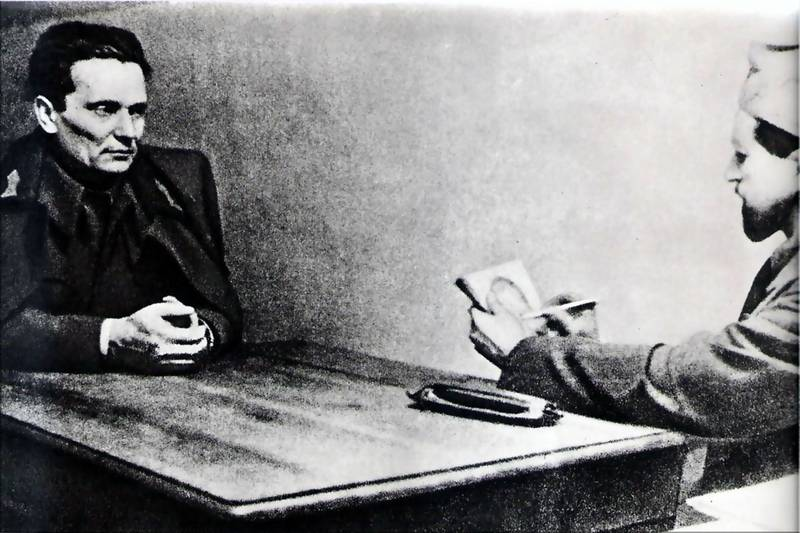
Jakac porträtiert 1943 Tito

- Dauerausstellung mit mehr als 800 Werken von Božidar Jakac in der Gemäldegalerie  Jakčev dom (Abteilung des Dolenjski muzej Novo mesto)
- Dauerausstellung mit über 100 Ölgemälden, Pastelle, Druckgrafik und Zeichnungen; Sammlung von etwa 2500 Skizzen, Galerie Božidar Jakac in Kostanjevica na Krki
- Dauerausstellung mit Skizzen der Versammlung der Delegierten der slowenischen Nation 1943 im Regionalmuseum Šeškov dom in Kocevje
- Skizzen und Porträts von Josip Broz Tito im Museum der Zweiten AVNOJ-Versammlung in Jajce (Bosnien und Herzegowina).[12]
- Ausgewählte Ausstellungen 1926 bis 2020 auf artfacts.net
- Božidar Jakac, Filme 1929 bis 1969 (als Darsteller, Regie, Produzent). Slovenian Film Database 2022

## Auszeichnungen und Ehrungen (Auswahl)
- Prešeren-Preis (1947, 1948, 1949 und 1980)
- Ehrenbürgerschaft von Novo mesto (1959)
- Ehrenmitglied der Accademia delle Arti del Disegno in Florenz (1963)[13]
- Župančič-Preis der Stadt Ljubljana (1965)[14]
- AVNOJ-Preis (1967)

1974 wurde in den renovierten Räumen des Klosters Kostanjevica das BožidarJakac Kunstmuseum eröffnet, eine der flächenmäßig größten Kunstgalerien in Slowenien. 1984 wurde im ehemaligen Elternhaus des Künstlers die Gemäldegalerie Jakčev dom als Abteilung des Museums der Unterkrain Novo mesto eingerichtet. Seit Juni 2012 steht vor der Universität Ljubljana eine Bronzebüste von Božidar Jakac, ein Werk des Bildhauers Drago Tršar.